# بلانكا فرنانديز أوتشوا
بلانكا فرنانديز أوتشوا (بالإسبانية: Blanca Fernández Ochoa)‏ هي متزحلقة إسبانية، ولدت في 22 أبريل 1963 في مدريد في إسبانيا.

## وصلات خارجية
- بلانكا فرنانديز أوتشوا على موقع الاتحاد الدولي للتزلج (التزلج على المنحدرات الثلجية) (الإنجليزية)
- بلانكا فرنانديز أوتشوا على موقع اللجنة الأولمبية الدولية (الإنجليزية)
- بلانكا فرنانديز أوتشوا على موقع أوليمبيديا (الإنجليزية)